# Commission Rockefeller

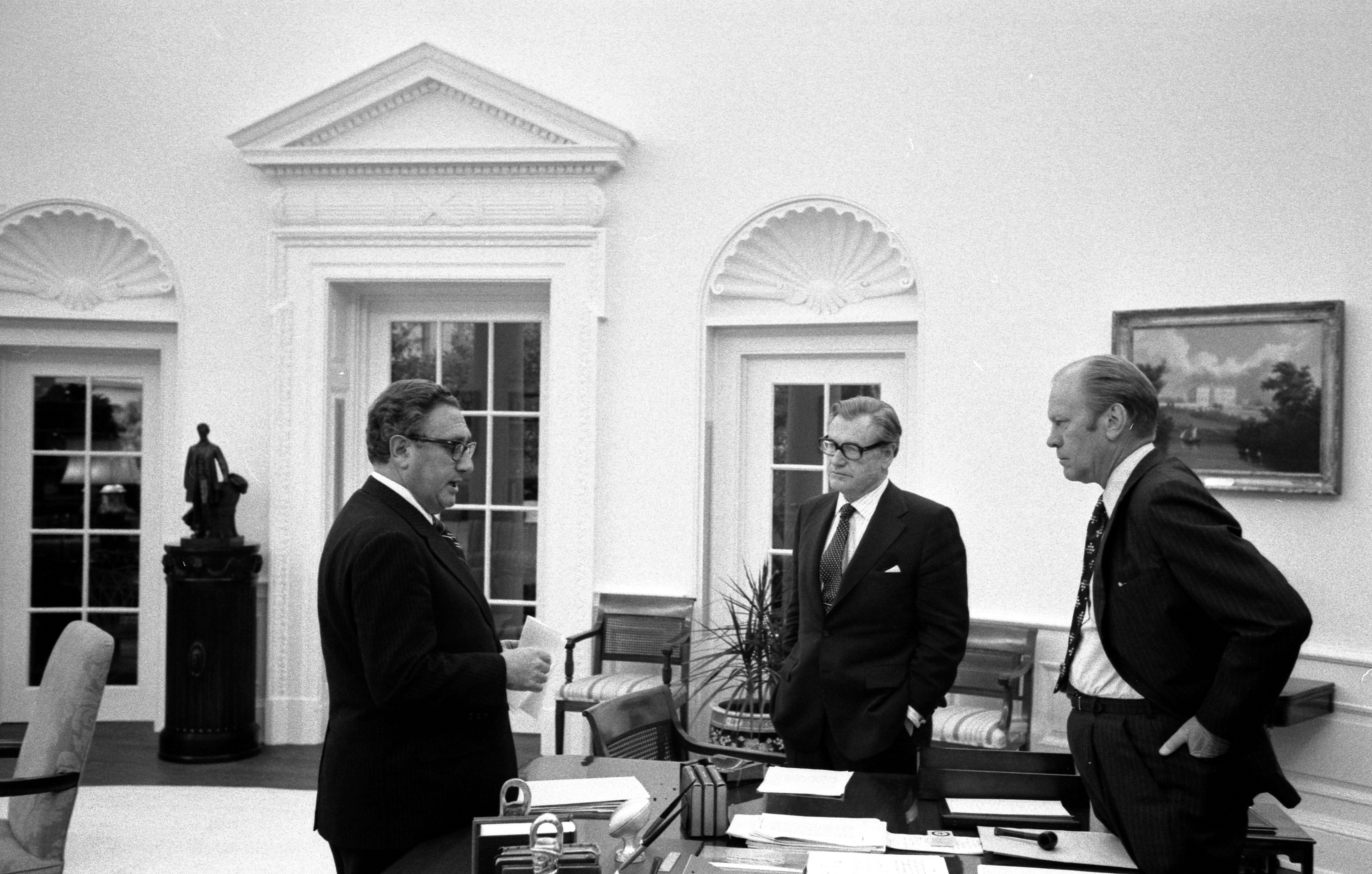
Gerald Ford, Henry Kissinger et Nelson Rockefeller

La commission du Président des États-Unis concernant les activités de la CIA aux États-Unis  dite commission Rockefeller (en anglais United States President's Commission on CIA activities within the United States ou Rockfeller Commission) est une commission présidentielle américaine  mise en place en 1975 par le président Gerald Ford dans le but d'enquêter sur les activités de la CIA et d'autres services secrets du pays. La commission fut dirigée par le vice-président américain Nelson Rockefeller.

## Origines
La commission est créée en réponse à un article de décembre 1974 dans le New York Times qui met en avant des activités illégales durant les années 1960 de la CIA comme des expériences sur des citoyens américains. Crée en 1947 par Harry S. Truman, la CIA avait l'interdiction formelle d'agir à l'intérieur des frontières des Etats-Unis, rôle exclusivement dévolue au FBI de J.Edgar Hoover. 
Ce mouvement s'inscrit dans la remise en cause profonde des institutions à la suite du grave scandale du Watergate qui secoua et ébranla profondément la démocratie américaine dans les années 1970, sur les révélations sur les dysfonctionnements observés au sein des agences fédérales de renseignements, doublée de la crise morale issue de la guerre du Vietnam. 

## Travaux
La commission est à l'origine d'un rapport en 1975 qui met en avant des abus de la CIA notamment dans l'ouverture de courriers privés et la surveillance de groupes dissidents américains. 
Le rapport met également en avant le projet MKULTRA qui consistait à manipuler mentalement des personnes par injection de substances psychotropes. 
La commission étudie aussi le dossier relatif à l'assassinat de John F. Kennedy et en particulier les images du film montrant le meurtre. Elle étudie ainsi la possibilité de la présence à Dallas sur les lieux du crime de Howard Hunt et de Frank Sturgis, deux agents de la CIA.

## Conséquences
Une plus grande investigation, la commission Church, sera lancée le 27 janvier 1975 par le Sénat des États-Unis. La commission Nedzi (renommée en Pike) commencera ses travaux également la même année.

## Révélations ultérieures
En 2017, parmi les documents mis à disposition du public sur l'assassinat de John F. Kennedy le 22 Novembre 1963, fut révélée la déposition effectuée en 1975 par le directeur de la CIA, Richard Helms, devant la Commission Rockefeller, chargée d'enquêter sur les activités illégales des agences de renseignements des États-Unis  
Au cours de la déposition, la question suivante lui fut posée : « Avez-vous la moindre information à propos de l'assassinat du président Kennedy qui montrerait que Lee Harvey Oswald ait été, de quelque manière que ce fût, un agent de la CIA ou un agent... ». La suite de la déposition disponible en ligne sur le site des Archives Nationales reste, à ce jour, toujours tronquée et inaccessible.

## Source originelle
- (en) Cet article est partiellement ou en totalité issu de l’article de Wikipédia en anglais intitulé « United States President's Commission on CIA activities within the United States » (voir la liste des auteurs).